# FCI Levadia Tallinn
El Football Club Infonet Levadia Tallinn, o FCI Levadia, és un club de futbol estonià de la ciutat de Tallinn.

## Història
El SK FC Levadia es fundà el 22 d'octubre de 1998 amb el nom de FC Levadia Maardu quan l'empresa manufacturera del metall OÜ Levadia accecptà donar suport a un club de la Esiliiga, el FK Olümp Maardu. El nou club assolí ràpidament l'ascens a la Meistriliiga.
Amb el seu debut a la Meistriliiga, un altre club, el Tallinna Sadam estava finalitzant la seva participació en el món del futbol. Els dos presidents Viktor Levada (Levadia) i Vladimir Volohhonski (Tallinna Sadam) decidiren fusionar ambdós clubs.
L'any 2001 s'havia fundat un altre club amb el nom de FC Levadia Tallinn. L'any 2004, el Levadia Maardu es traslladà a la capital Tallinn, adoptant el nom de Levadia Tallinn i el club que ja tenia aquest nom esdevingué Levadia-2 Tallinn.
L'any 2017 es fusionà amb el FC Infonet Tallinn formant el FCI Levadia.
Evolució del nom:

Levadia Tallinn
- 1990: Eesti Fosforiit Tallinn
- 1991: FK Maardu
- 1992: Olümp Maardu
- 1998: FC Levadia Maardu
- 1998: fusió amb el club JK Tallinna Sadam Keila
- 2004: FC Levadia Tallinn, en canviar de ciutat
- 2017: FCI Levadia Tallinn

Levadia-2 Tallinn
- 1999 : FC Maardu
- 2001 : FC Levadia Tallinn
- 2004 : esdevé FC Levadia-2 Tallinn

## Palmarès
- Lliga estoniana de futbol: (11) (inclòs FC Levadia Maardu)
  - 1999, 2000, 2004, 2006, 2007, 2008, 2009, 2013, 2017, 2021, 2024
- Copa estoniana de futbol: (5)
  - 1998-99, 1999-00, 2001-02, 2003-04, 2004-05, 2006-07
- Supercopa estoniana de futbol: (3)
  - 1999, 2000, 2001

## Futbolistes destacats
- Vitoldas Čepauskas
- Andrei Krasnopjorov
- Dmitri Kruglov
- Artur Kotenko
- Aleksandrs Laško
- Indro Olumets
- Sergei Pareiko
- Ats Purje
- Eduard Ratnikov
- Darius Regelskis
- Kaimar Saag
- Maksim Smirnov
- Modestas Stonys
- Mark Švets
- Konstantin Vassiljev
- Vladimir Voskoboinikov
- Vegeu una llista completa de tots els antics jugadors del club aquí Arxivat 2008-06-02 a Wayback Machine.

## Entrenadors
| Temporada | País      | Nom               |
| --------- | --------- | ----------------- |
| 1999-2000 | Estònia   | Sergei Ratnikov   |
| 2000      | Estònia   | Ants Kommussaar   |
| 2000      | Estònia   | Eduard Võrk       |
| 2001      | Rússia    | Valeri Bondarenko |
| 2002      | Finlàndia | Pasi Rautiainen   |
| 2003      | Itàlia    | Franco Pancheri   |
| 2003-2008 | Estònia   | Tarmo Rüütli      |
| 2008-20xx | Estònia   | Igor Prins        |